# Psaliodes apicenotata
Psaliodes apicenotata là một loài bướm đêm trong họ Geometridae.